# Pusztaszentmihály
Pusztaszentmihály (németül: Sankt Michael im Burgenland, horvátul: Sveti Mihalj) mezőváros Ausztriában, Burgenlandban, a Németújvári járásban.

## Fekvése
Németújvártól 9 km-re északnyugatra a Strém bal partján fekszik.
A kataszteri közösségek Ganócs, Stankt Michael im Burgenland és Salafa.

## Története
Első említése 1274-ben IV. László egy oklevelében "Scent Mihal" néven, azonban kutatók vitatják, hogy Pusztaszentmihály, vagy talán a ma is Magyarországhoz tartozó Rábaszentmihály lehetett a vonatkozó falu. A Magyar katolikus lexikon szerint plébániája már 1300-ban létezett, templomát Szent Mihály tiszteletére szentelték. A település nevét is templomának védőszentjéről kapta. A település minden kétséget kizáró első írásos említése 1428-ból származik "Zenthmyhal" alakban abban az oklevélben, melyben Luxemburgi Zsigmond király megerősíti birtokaiban Lévai Cheh Pétert. 1524-ben a település a Batthyányak németújvári uradalmának része lett. 1529-ben és 1532-ben elpusztította a török, mely után 1538-ban horvátokkal telepítették be újra. 1605-ben Bocskai hajdúi felégetik, valószínűleg ekkor kapta a „puszta”- ragadványnevet.
1662-ben Batthyány Ádám halála után birtokait két fia között osztották fel. Batthyány Kristóf  lett a hercegi ág, míg Batthyány Pál a grófi ág alapítója. Szentmihály a grófi ágé lett, de a következő évben már Batthyány Kristófé, aki Zsámánddal cserélte el.
A Rákóczi-szabadságharc alatt a nyugat-magyarországi térség is heves harcok színtere volt, melyek nem kerülték el Szentmihályt sem. Az 1768-as urbárium szerint Szentmihály fő birtokosai a németújvári Batthyány-uradalom, valamint a Lipics, Szilágyi családok, továbbá Francsics Ádám és Ferenc, Bárdics Ferenc és Jobbágy Zsigmond voltak. 1806-ban és 1809-ben francia csapatok szállták meg a települést. Az 1848-as jobbágyfelszabadítás ugyan földbirtokhoz juttatta a parasztokat, azonban később ezek feldarabolódásához,  végül nagymértékű kivándorláshoz vezetett.
Vályi András szerint „SZENT MIHÁLY. Puszta Sz. Mihály. Horvát falu Vas Várm. földes Ura Gr. Batthyáni Uraság, lakosai katolikusok, fekszik Németújvárhoz 1 3/4 mértföldnyire; határja meglehetős.”
Fényes Elek szerint „ Puszta-Szent-Mihály, St. Michael, horvát-német falu, Vas vgyében, 678 kath. lak., paroch. sz.-egyházzal. Földje nehéz agyag. Szőlőhegy. Erdő. F. u. h. Batthyáni. Ut. p. Rába-Sz.-Mihály.”
Vas vármegye monográfiája szerint „ Puszta-Szent-Mihály, 132 házzal és 1062. nagyobbára németajkú lakossal. Vallásuk r. kath. és ág. ev. Postája helyben van, távírója Német-Ujvár. Itt van a körjegyzőség székhelye. A lakosok önsegélyző-egyesületet tartanak fenn. Plébániája 1608-ban már fennállott, jelenlegi temploma azonban 1778-ban épűlt. A kegyúri jogokat Kottulinszky Teodóra grófnő gyakorolja. A községben, mely nagy környéknek góczpontja, már 1826-ban nyitottak magyar iskolát. Földesurai a Batthyány herczegek voltak.”
1910-ben 1583 lakosából 1438 német, 89 magyar, 46 horvát, 10 egyéb nemzetiségű volt.
1921-ig Vas vármegye Németújvári járásához tartozott. A trianoni békeszerződés Ausztriához csatolta. A Lajtabánsági összetűzésekben 1921 augusztusában az egyik első áldozat a helyi körjegyző Illés József lett (a település honlapja szerint a magyar szabadcsapatok áldozata lett). Az osztrák 11-es hegyivadász zászlóalj egységei végül 1921 novemberében vonultak be Szentmihályra. 1938-ban, az Anschluß után (Burgenland közigazgatási megszüntetésekor) Stájerországhoz (ekkor Gau Steiermark), a fürstenfeldi kerülethez csatolták. Az orosz csapatok 1945 áprilisában vonultak be a településre. 1956 novemberében és decemberében számos magyarországi menekült érkezett ide.
1971-ben három más községgel egyesítik, ezek: Rábort (Rauchwart im Burgenlad), Ganócs (Gamischdorf) és Salafa (Schallendorf), utóbb Rábort kivált. 1977-ben mezővárosi rangot kapott. 2001-ben 1100 lakosából 1055 német, 32 horvát, 8 magyar, 5 egyéb nemzetiségű lakosa volt.

## Nevezetességei
- Mihály arkangyal tiszteletére szentelt római katolikus temploma a település közepén kis dombon áll. Elődje 1300-ban már állt, mai formájában 1778-ban építették.
- A templomtól nem messze áll az 1909-ben emelt Mária-oszlop az amerikai kivándorlók emlékoszlopa.
- 1994-ben nyílt meg a mezőgazdasági technikai múzeum, ahol a mezőgazdasági műveléshez, a gyümölcs és szőlőtermesztéshez használt gépek, szerszámok tekinthetők meg.

## Külső hivatkozások
- Hivatalos oldal
- Pusztaszentmihály a dél-burgenlandi települések honlapján
- Pusztaszentmihály az Osztrák Statisztikai Hivatal honlapján
- Geomix.at Archiválva 2011. január 28-i dátummal a Wayback Machine-ben
- Magyar katolikus lexikon
- Botlik József: Az őrvidéki magyarság sorsa.[halott link]